# Tropidion litigiosum
Tropidion litigiosum är en skalbaggsart som beskrevs av Martins 1968. Tropidion litigiosum ingår i släktet Tropidion och familjen långhorningar.
Artens utbredningsområde är Venezuela. Inga underarter finns listade i Catalogue of Life.